# Les Bréseux
Les Bréseux település Franciaországban, Doubs megyében. Lakosainak száma 487 fő (2022. január 1.). Les Bréseux Saint-Hippolyte, Fleurey, Orgeans-Blanchefontaine, Mancenans-Lizerne, Maîche, Thiébouhans és Montandon községekkel határos.

## Népesség
A település népességének változása:
| Lakosok száma | 255  | 294  | 369  | 415  | 477  | 489  | 477  | 471  | 476  | 487  |
|               | 1968 | 1982 | 1990 | 2006 | 2013 | 2015 | 2017 | 2019 | 2020 | 2022 |